# Список античных бронз

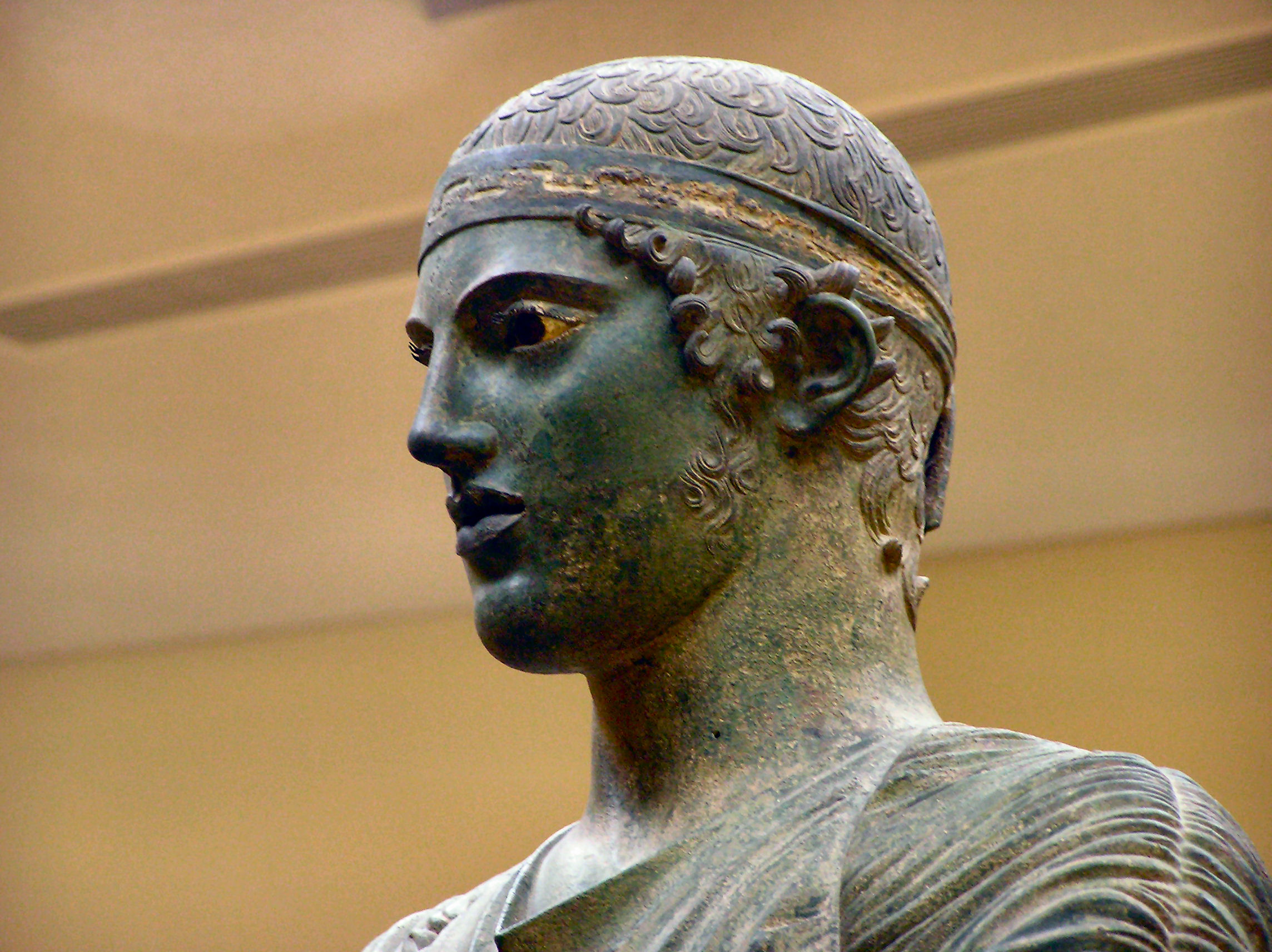
Голова Дельфийского возничего

Список античных бронз включает перечисление древнегреческих, древнеримских и этрусских бронзовых оригинальных статуй крупного размера, дошедших до наших дней.
Металлические статуи античности представляют ныне большую редкость, ибо, в отличие от мраморных аналогов, изделия из такого дорогостоящего сплава, как бронза, рано или поздно отправлялись в переплавку. О большинстве древнегреческих бронзовых статуй можно судить лишь по сохранившимся мраморным копиям. В музеях России представлена (с 2019 года) только одна бронзовая античная статуя — Виктория из Кальватоне.

## Список
| Илл. | Название                                                                        | Регион                 | Автор                  | Дата                                                                                                | Музей | Примечание                                                                           |
| ---- | ------------------------------------------------------------------------------- | ---------------------- | ---------------------- | --------------------------------------------------------------------------------------------------- | --- | ------------------------------------------------------------------------------------ |
|      | Статуя Авла Метелла (Arringatore)                                               | Древний Рим            |                        | Ок. 100 г. до н. э.                                                                                 | Флоренция, Национальный археологический музей                                                               |                                                                                      |
|      | Хорватский Апоксиомен                                                           |                        |                        | | |                                                                                      |
|      | Аполлон Пьомбино                                                                |                        |                        | | Лувр, Париж, Франция                                                                                        |                                                                                      |
|      | Кливлендский Аполлон Савроктон                                                  |                        |                        | | |                                                                                      |
|      | Атлет из Фано                                                                   |                        |                        | | Музей Гетти, США                                                                                            | Выловлен в 1964 году                                                                 |
|      | Барлеттский Колосс                                                              | Римская империя        |                        | IV век н. э. Рим или Византия                                                                       | Барлетта, Италия                                                                                            | Колосс. Бронзовый предположительно вывезен из Константинополя                        |
|      | Капитолийский Брут                                                              | Римская империя        |                        | IV-III в. до н. э. (?)                                                                              | Дворец консерваторов, Капитолий                                                                             | Портретный бюст. Бронзовый выкопан в 1-й пол. XVI века.                              |
|      | Виктория Кальватоне                                                             |                        |                        | Втоpая половина II в. (ок. 168 г. н. э.).                                                           | Эрмитаж, Санкт-Петербург (трофей ВОВ)                                                                       | Бронзовый подлинник выкопан в 1836 году                                              |
|      | Скульптуры Виллы Папирусов, Геркуланум                                          |                        |                        | | Археологический музей (Неаполь)                                                                             | Большое количество статуй, найденных под пеплом                                      |
|      | Всадник с мыса Артемисион                                                       |                        |                        | 150—146 или 200 г. до н. э., эллинизм                                                               | Национальный археологический музей, Афины                                                                   | Бронзовый подлинник выловлен в 1928 году                                             |
|      | Геракл с яблоками Гесперид                                                      |                        |                        | II в. до н. э., эллинизм                                                                            | Ватиканские музеи                                                                                           | Бронзовый подлинник найден в 1864 году                                               |
|      | Капитолийский Геркулес (Геркулес с Бычьего форума)                              |                        |                        | II в. до н. э., эллинизм                                                                            | Капитолийские музеи                                                                                         | Бронзовый подлинник найден в правление Сикста IV (1471—1484)                         |
|      | Отдыхающий Гермес                                                               |                        | Лисипп (приписывался)  | классика                                                                                            | Древнегреческий оригинал утрачен; римская копия — в Национальном археологическом музее Неаполя              | Бронзовая римская копия найдена на Вилле папирусов (Геркуланум) в 1758 году          |
|      | Дельфийский возничий                                                            |                        |                        | 478—474 г. до н. э., классика                                                                       | Археологический музей, Дельфы                                                                               | Бронзовый подлинник выкопан в 1896 году                                              |
|      | Идолино (Маленький идол из Пезаро)                                              |                        |                        | Конец V в. до н. э.                                                                                 | Флоренция, Национальный археологический музей                                                               |                                                                                      |
|      | Капитолийская волчица                                                           | Древний Рим            |                        | 5 в. до н. э. (?)                                                                                   | Античный прототип, вероятно существовавший, утрачен; известная ныне статуя находится в Капитолийских музеях | Бронзовая статуя в Капитолийских музеях выполнена в Средневековье XI—XIII века н. э. |
|      | Квадрига святого Марка                                                          |                        | Лисипп (приписывается) | IV в. до н. э., классика                                                                            | Базилика св. Марка, Венеция                                                                                 | Бронзовый подлинник вывезен из Константинополя                                       |
|      | Бронзовый колосс Константина                                                    | Древний Рим (Византия) |                        | | Рим, Капитолийские музеи                                                                                    | Фрагменты найдены в 1471 году                                                        |
|      | Позолоченные бронзы из Карточерто ди Пергола                                    |                        |                        | | |                                                                                      |
|      | Кулачный боец (Квиринальский боец; Квиринальский боксер; Кулачный боец из Терм) |                        |                        | I век до н. э., эллинизм                                                                            | Палаццо Массимо алле Терме, Рим                                                                             | Бронзовый подлинник найден в 1885 г                                                  |
|      | Конная статуя Марка Аврелия                                                     | Древний Рим            |                        | 160-180 гг. н. э.                                                                                   | Палаццо Нуово, Рим                                                                                          | Бронзовый подлинник сохранялся на виду с античности                                  |
|      | Крылатая Победа из Брешии                                                       |                        |                        | III век н. э.                                                                                       | |                                                                                      |
|      | Ливорнский торс                                                                 |                        |                        | 5 в. до н. э.                                                                                       | Флоренция                                                                                                   |                                                                                      |
|      | Лошадь Медичи-Риккарди                                                          |                        |                        | | Флоренция                                                                                                   |                                                                                      |
|      | Лошадиная голова Вальдгирмеса                                                   |                        |                        | ок. 10 г. н. э.                                                                                     | Заальбург под Бад-Хомбургом                                                                                 |                                                                                      |
|      | Мальчик, вытаскивающий занозу (Спинарио)                                        |                        |                        | римская бронзовая статуя сер. I в. до н. э., копия эллинистической греческой статуи III в. до н. э. | Капитолийские музеи, Рим                                                                                    | Бронзовый подлинник сохранялся на виду с античности                                  |
|      | Марафонский юноша                                                               |                        |                        | IV в. до н. э.                                                                                      | Национальный археологический музей, Афины                                                                   | Бронзовый подлинник выловлен в 1925 году                                             |
|      | Минерва из Ареццо                                                               |                        |                        | | |                                                                                      |
|      | Пирейские статуи: Пирейский Аполлон, Пирейская Афина и др.                      |                        |                        | | Археологический музей Пирея                                                                                 | Бронзовые подлинники выкопаны в 1959 году                                            |
|      | Посейдон с мыса Артемисион                                                      |                        |                        | V в. до н.э, классика                                                                               | Национальный археологический музей, Афины                                                                   | Бронзовый подлинник выловлен в 1926 году                                             |
|      | Статуи Риаче                                                                    |                        |                        | V в. до н.э, классика                                                                               | Национальный музей Великой Греции, Реджо-ди-Калабрия                                                        | Бронзовые подлинники выловлены в 1972 году                                           |
|      | Селевкидский правитель                                                          |                        |                        | эллинизм                                                                                            | Палаццо Массимо алле Терме, Рим                                                                             | Бронзовый подлинник найден в 1885                                                    |
|      | Танцующий сатир из Мадзара-дель-Валло                                           |                        |                        | 4-2 вв. до н. э.                                                                                    | |                                                                                      |
|      | Портретная статуя императора Требониана Галла                                   |                        |                        | | Музей Метрополитен, Нью-Йорк, США                                                                           |                                                                                      |
|      | Химера из Ареццо                                                                | этруски                |                        | V в. до н. э.                                                                                       | Археологический музей, Флоренция                                                                            | Бронзовый подлинник выкопан в 1553 году                                              |
|      | Эфеб с Антикитеры (Антикитерский юноша)                                         |                        | Евфранор (атт.)        | I в. до н. э.                                                                                       | Национальный археологический музей, Афины                                                                   | Бронзовый подлинник выловлен в 1901 году                                             |
|      | Юноша из Магдаленсберга (Юноша из Хелененберга)                                 | Древний Рим            |                        | I в. до н. э.                                                                                       | Оригинал утрачен, вероятно, он был копией произведения школы Поликлета Старшего                             | Бронзовая статуя, обнаруженная в 1502 году, исчезла в 1810-х годах.                  |